# R&B đương đại
R&B đương đại (hoặc đơn giản là R&B) là một thể loại nhạc đại chúng kết hợp rhythm and blues với các yếu tố của pop, soul, funk, hip hop và điện tử.
Thể loại nhạc này có phong cách sản xuất nhạc riêng biệt và phong cách chuyển soạn giọng hát sến và ngọt ngào. Ảnh hưởng của nhạc điện tử đang trở thành một xu hướng gia tăng và việc sử dụng các nhịp lấy cảm hứng từ hip hop hoặc dance là điển hình, mặc dù sự thô ráp và gai góc vốn có trong hip hop có thể bị giảm lượt và dịu đi. Những ca sĩ R&B đương đại thường sử dụng lối hát melisma và kể từ giữa thập niên 1980, nhịp R&B đã được kết hợp với các yếu tố của văn hóa và âm nhạc hip hop cũng như văn hóa đại chúng và nhạc pop.

## Tiền thân
Theo Geoffrey Himes phát biểu vào năm 1989, phong trào progressive soul vào đầu thập niên 1970 đã "mở rộng ranh giới âm nhạc và ca từ của [R&B] theo những cách chưa từng có trước đây". Phong trào này được dẫn dắt bởi các ca sĩ kiêm sáng tác nhạc/nhà sản xuất nhạc soul như Curtis Mayfield, Marvin Gaye và Stevie Wonder. Những tác phẩm của Norman Whitfield tại Motown (hãng thu âm của Gaye) còn đi tiên phong trong việc thiết lập giọng hát soul và các đoạn hook đơn giản của các bản thu rhythm and blues trước đó, đối lại các nhịp mạnh, hòa thanh giọng hát và âm thanh của dàn nhạc, tất cả đều làm dày thêm kết cấu của bản nhạc. Âm nhạc của riêng Gaye trong các album như What's Going On (1971) đã kết hợp những ảnh hưởng của nhạc jazz làm cho thể loại này chuyển sang một hướng âm nhạc khó đoán định hơn.
Tiền thân gần nhất của R&B đương đại xuất hiện vào cuối kỷ nguyên disco ở cuối thập niên 1970, khi Michael Jackson và Quincy Jones đưa thêm nhiều yếu tố điện tử vào âm thanh thời đó, tạo ra một phong cách nhạc sàn thân thiện ngọt ngào hơn. Kết quả đầu tiên là Off the Wall (1979)—mà theo Stephen Thomas Erlewine từ AllMusic— "là một album có tầm nhìn, tìm được cách đưa disco mở ra một chân trời mới nơi nhịp điệu là không thể phủ nhận, nhưng lại không phải là trọng tâm chính" và "là một phần của tấm thảm đầy màu sắc gồm những bản ballad và đàn dây sến, nhạc soul, pop và soft rock ngọt ngào, và funk lôi cuốn".
Richard J. Ripan viết rằng album Control (1986) của Janet Jackson "có quan trọng đối với sự phát triển của R&B vì một số lý do", vì cô và các nhà sản xuất của mình (Jimmy Jam và Terry Lewis) "đã chế tác một âm thanh mới kết hợp các yếu tố nhịp điệu của funk và disco, cùng với lượng lớn đàn synthesizer, bộ gõ, hiệu ứng âm thanh và tính cảm thụ của nhạc rap." Ripani viết rằng "sự thành công của 'Control'" đã dẫn đến sự kết hợp những nét phong cách của rap trong ít năm tới và Janet Jackson sẽ tiếp tục là một trong những người dẫn đầu trong sự phát triển ấy." Cùng năm đó, Teddy Riley bắt đầu sản xuất các bản nhạc R&B mang ảnh hưởng của hip hop. Sự kết hợp giữa phong cách R&B và nhịp điệu hip hop này được gọi là "new jack swing" và được áp dụng cho các nghệ sĩ như Keith Sweat, Bobby Brown, Johnny Kemp và Bell Biv DeVoe.

## Thập niên 1990
Nhờ sử dụng các bản nhạc lấy cảm hứng từ hip hop, một thể loại mới có tên "hip hop soul" đã được Mary J. Blige và nhà sản xuất Sean Combs khai sinh.
Ở giữa thập niên 1990, The Bodyguard: Original Soundtrack Album của Whitney Houston chung cuộc bán ra hơn 45 triệu bản trên toàn thế giới và trở thành album soundtrack bán chạy nhất mọi thời đại. Album phòng thu thứ 5 cùng tên janet (1993) của Janet Jackson ra đời sau bản hợp đồng trị giá hàng triệu đô la Mỹ của cô với Virgin Records; album tiêu thụ hơn 14 triệu bản trên toàn thế giới. Boyz II Men và Mariah Carey đã thu âm một số bài hit quán quân Billboard Hot 100, tính cả nhạc phẩm hợp tác giữa hai nghệ sĩ là "One Sweet Day" (từng là bài hit quán quân trụ dài nhất lịch sử Hot 100). Carey còn từng phát hành một bản remix đĩa đơn "Fantasy" (1995) của cô, với sự tham gia khách mời của Ol' Dirty Bastard, một hình thức hợp tác chưa từng có vào thời điểm ấy. Carey, Boyz II Men và TLC đã phát hành album vào năm 1994 và 1995— Daydream.
Ở thập niên 1990, tiểu thể loại neo soul (nhờ có bổ sung thêm ảnh hưởng của soul những năm 1970 dòng pha trộn soul hip hop) nổi lên, với những nghệ sĩ đầu tàu là Erykah Badu, Lauryn Hill và Maxwell. Hill và Missy Elliott còn xóa nhòa thêm ranh giới giữa R&B và hip hop bằng thu âm cả hai phong cách. Bắt đầu từ năm 1995, giải Grammy đã khởi xưởng giải Grammy cho album R&B xuất sắc nhất, với II của Boyz II Men trở thành tác phẩm đầu tiên giành giải. Giải thưởng sau đó được trao cho TLC với CrazySexyCool vào năm 1996, Tony Rich với Words vào năm 1997, Erykah Badu với Baduizm vào năm 1998 và Lauryn Hill với The Miseducation of Lauryn Hill vào năm 1999. Cuối năm 1999, tạp chí Billboard lần lượt liệt Mariah Carey và Janet Jackson là các nghệ sĩ thành công thứ nhất và thứ hai của thập niên 1990.
Cùng lúc ấy, ở nửa sau thập niên 1990, The Neptunes và Timbaland đã có bước đi giàu ảnh hưởng trước đối với nhạc R&B và hip hop đương đại.

## Thập niên 2000
Năm 2003, nhà phê bình âm nhạc Robert Christgau mô tả R&B hiện đại là "về kết cấu, tâm trạng, cảm giác—giọng hát, hòa tấu và nhịp điệu, được thể hiện rõ ràng khi chúng hòa quyện vào nhau".

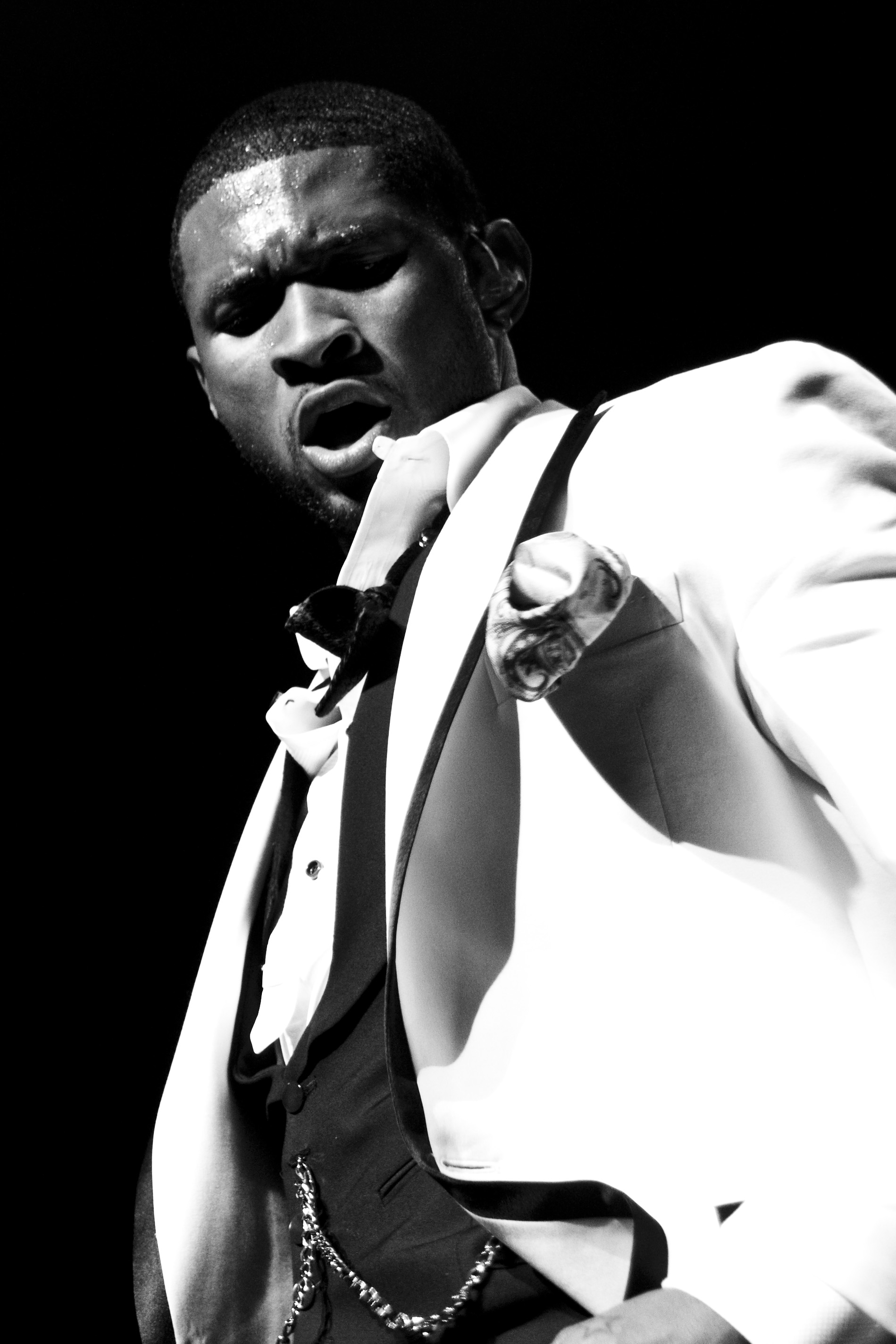
Usher được tạp chí Billboard coi là nghệ sĩ có nhiều bài quán quân Hot 100 nhất thập niên 2000, với 7 đĩa đơn quán quân và tích lũy 42 tuần ở ngôi đầu bảng.

Sau những giai đoạn thành công đầy biến động, nhạc urban đã lấy được sự thống trị về mặt thương mại vào đầu thập niên 2000, thể hiện thành công crossover vượt bậc trên bảng xếp hạng Billboard của các nghệ sĩ R&B và hip hop.

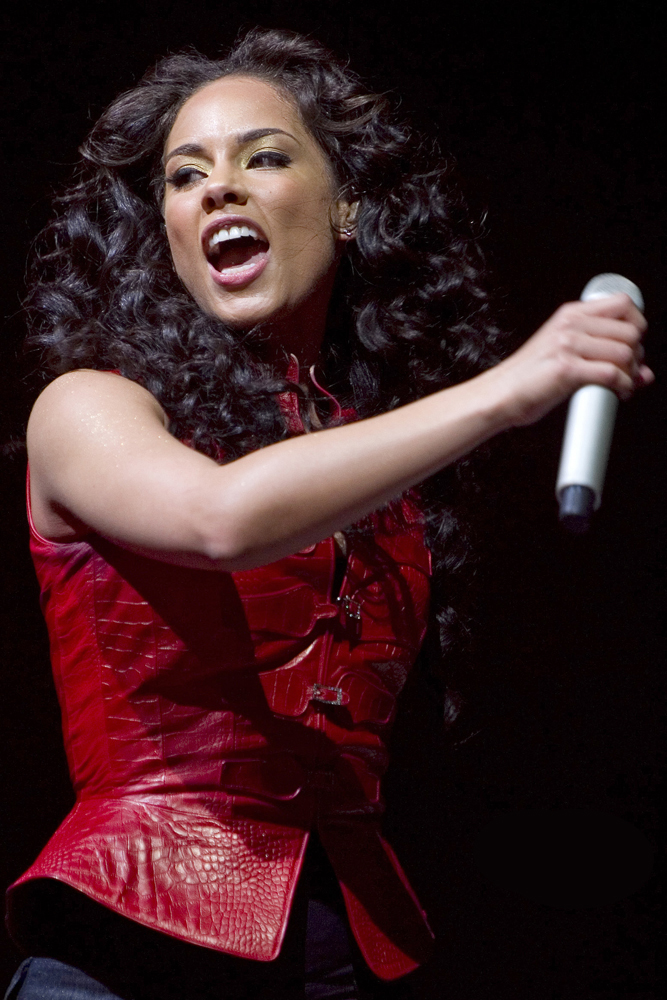
Alicia Keys được xếp thứ 5 trong danh sách nghệ sĩ Billboard của thập niên. Bài "No One" đứng thứ 6 trong số các bài hát Billboard Hot 100 của thập niên.

Năm 2001, Alicia Keys phát hành đĩa đơn đầu tay "Fallin'". Ca khúc đoạt vị trí quán quân trên bảng xếp hạng Billboard Hot 100, Mainstream Top 40 và Hot R&B/Hip-Hop Songs. Nhạc phẩm còn thắng ba giải Grammy vào năm 2002, bao gồm Bài hát của năm, Bài hát R&B xuất sắc nhất và Trình diễn giọng ca R&B nữ xuất sắc nhất, đồng thời nhận được đề cử Thu âm của năm. Album phòng thu solo đầu tay của Beyoncé là Dangerously in Love (2003) đã bán được hơn 5 triệu bản tại Hoa Kỳ và đoạt 5 giải Grammy.
Confessions của Usher (2004) tiêu thụ 1,1 triệu bản trong tuần đầu tiên và hơn 8 triệu bản vào năm 2004, kể từ đó album đã giành được chứng nhận Kim cương của Hiệp hội Công nghiệp Ghi âm Hoa Kỳ (RIAA) và tính đến năm 2016, nhạc phẩm bán ra hơn 10 triệu bản tại Mỹ và hơn 20 triệu bản trên toàn thế giới. Confessions sở hữu 4 đĩa đơn quán quân Billboard Hot 100 liên tiếp—"Yeah!" , "Burn", "Confessions Part II" và "My Boo". Nhạc phẩm thắng ba giải Grammy vào năm 2005, bao gồm Album R&B đương đại xuất sắc nhất, Trình diễn song tấu hoặc nhóm nhạc giọng R&B xuất sắc nhất cho "My Boo" và Hợp tác hát/rap xuất sắc nhất cho "Yeah!"

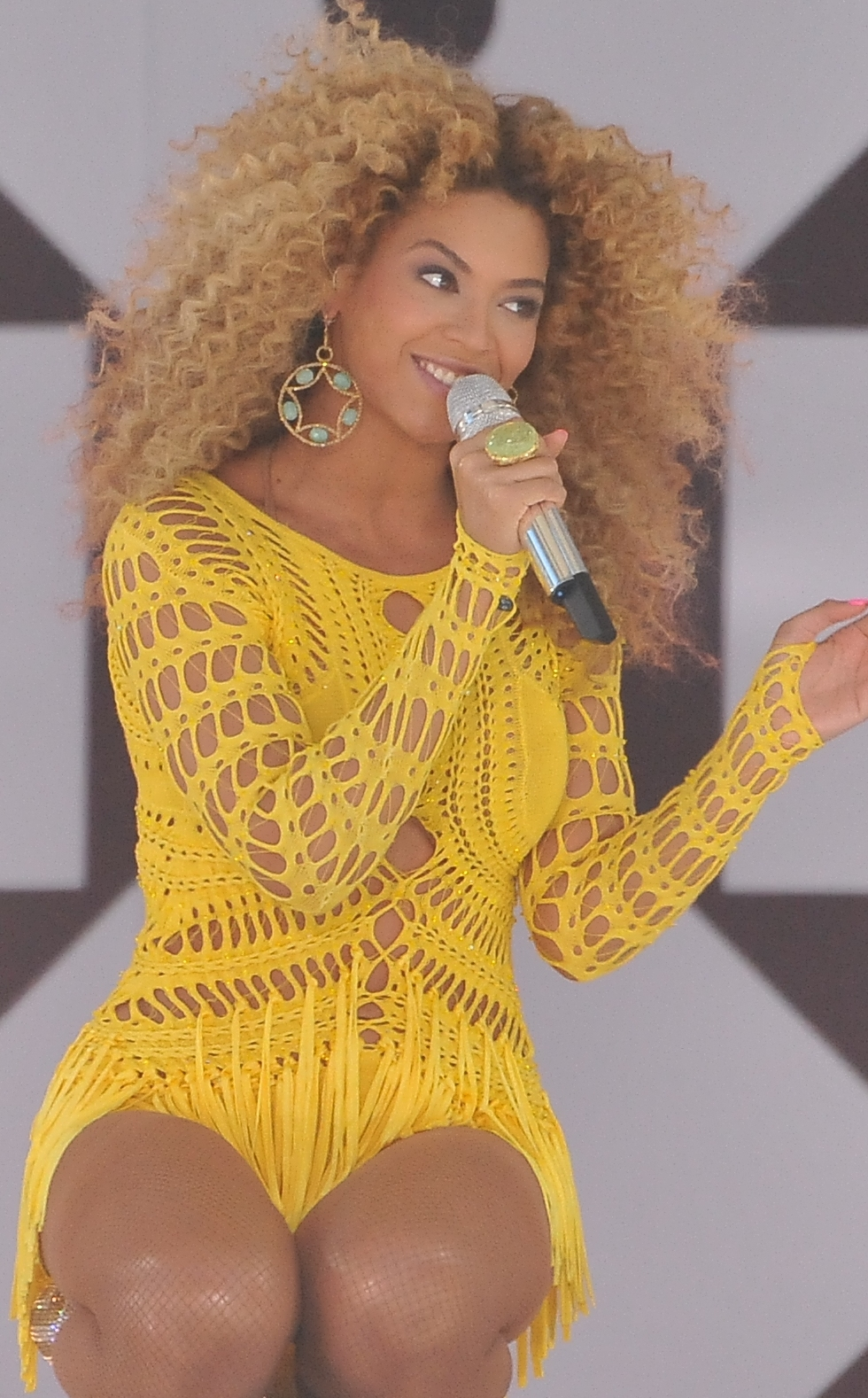
Beyoncé được Billboard xướng tên là nữ nghệ sĩ thành công nhất thập niên 2000.

Năm 2004, cả 12 bài hát đứng đầu bảng xếp hạng Billboard Hot 100 đều thuộc về nghệ sĩ thu âm người Mỹ gốc Phi và chiếm 80% số bài hit R&B quán quân trong năm đó. Cùng với chuỗi đĩa đơn của Usher, đài phát thanh Top 40 và cả bảng xếp hạng nhạc pop lẫn R&B đều có những bài chiếm ngôi đầu bảng là " Hey Ya! " của Outkast, "Drop It Like It's Hot" của Snoop Dogg, "Lean Back" và Ciara và "Goodies" của Terror Squad. Sau đó Chris Molanphy của The Village Voice đã nhận xét rằng "vào đầu thập niên 2000, nhạc urban" là "nhạc pop".
Từ năm 2005 đến 2009, Raymond, Knowles và Keys đã lần lượt phát hành các album— B'Day, Here I Stand, I Am.. . Sasha Fierce và The Element of Freedom. Bài hát "We Belong Together" của Mariah Carey được liệt là bài hát thành công nhất thập kỷ trên bảng xếp hạng cuối thập kỷ của Billboard. Ca khúc có tới 14 tuần đứng đầu bảng Hot 100 vào năm 2005. The Emancipation of Mimi (2005) của Mariah Carey ra mắt ở vị trí quán quân trên Billboard 200 và nhận được 10 đề cử giải Grammy.
Giữa thập niên 2000 nổi lên sự xuất hiện của các nghệ sĩ R&B mới như Ashanti, Keyshia Cole và Akon. Album đầu tay cùng tên của Ashanti đứng đầu cả hai bảng xếp hạng Billboard 200 và Top R&B/Hip-Hop Albums của Mỹ. Album đem về cho cô ba đề cử Grammy, thắng cử cho Album R&B đương đại hay nhất. Tân binh R&B Chris Brown phát hành album cùng tên vào năm 2005, ra mắt ở vị trí thứ hai trên Billboard 200. Đĩa đơn đầu tay của anh là "Run It!" giành ngôi quán quân trên Billboard Hot 100, Hot R&B/Hip-Hop Songs và US Radio Songs.
Trong thời gian này còn có sự xuất hiện của những tác giả ca khúc R&B. Bryan-Michael Cox đồng sáng tác "Burn" và "Confessions Part II" (2005) của Usher, "Shake It Off" và "Don't Forget About Us" (2006) của Mariah Carey, và "Say Goodbye" (2006) của Chris Brown). Keri Hilson thì đồng sáng tác các bài hát "Take Me as I Am" (2006) của Mary J. Blige, "Ice Box" (2006) của Omarion và "Like a Boy" (2006) của Ciara. Rico Love đồng sáng tác "Throwback" (2005) của Usher, "Energy" (2008) của Keri Hilson, "Bobby #2" của Pleasure P(2008). The-Dream thì viết "Umbrella" (2007) của Rihanna, "Bed" của J. Holiday và "Moving Mountains" và "Trading Places" (2008) của Usher. Ne-Yo sáng tác "Let Me Love You" của Mario, "Take a Bow" và "Unfaithful" của Rihanna, và "Irreplaceable" (2006) của Beyoncé.
Theo Billboard, những nghệ sĩ R&B thành công nhất về mặt thương mại của thập kỷ là Usher, Alicia Keys, Beyoncé, Mariah Carey, Rihanna, Chris Brown và Ne-Yo.

## Thập niên 2010
Nối tiếp từ các thập niên 1990 và 2000, R&B (giống như nhiều thể loại khác) đã thu hút những ảnh hưởng từ những phát kiến kỹ thuật lúc bấy giờ và bắt đầu kết hợp nhiều âm thanh và nhạc cụ điện tử và máy hơn, phong cách đang phát triển này được gọi là Electro-R&B dần bắt đầu thống trị thể loại này. Việc sử dụng các hiệu ứng như Auto-Tune và các loại đàn synth điện toán mới đã mang lại cho R&B cảm giác vị lai hơn, đồng thời vẫn cố kết hợp nhiều chủ đề chung của dòng nhạc như tình yêu và các mối quan hệ.
Theo Christgau vào năm 2017, "hầu hết mọi bài R&B đều là giọng-hát-cộng-âm-thanh thay vì giọng-hát-cộng-bài-hát, với âm thanh từ track-and-hook chính xác đến bầu không khí đặc trưng."
Đầu thập niên 2010, những nghệ sĩ Usher và Chris Brown vừa bắt đầu đón nhận những ảnh hưởng điện tử mới, vừa vẫn giữ cái cảm giác sơ khai của R&B. "OMG" và "DJ Got Us Fallin' in Love" của Usher và "Yeah 3x" của Chris Brown đều mang hơi hướng EDM.
Những ca sĩ Miguel, John Legend và Jeremih nổi tiếng trong giới hip hop đại chúng nhờ nhiều lần hợp tác với các rapper như Wale, Rick Ross và J. Cole. R&B ngày nay đa dạng hơn nhiều và kết hợp nhiều yếu tố âm thanh hơn trước, vì thể loại mở rộng sức hấp dẫn và khả năng thương mại của nó. Ảnh hưởng của nhạc trap duy trì sự hiện diện mạnh mẽ trên các bảng xếp hạng âm nhạc với những ca khúc của ca sĩ R&B Beyoncé như "Drunk in Love", "Flawless" và "7/11", album phòng thu đầu tay Trapsoul của Bryson Tiller và "Thick of It" của Mary J. Blige.
Latin R&B đang có được chỗ đứng kể từ khi làn sóng các nghệ sĩ bắt đầu pha trộn trap với âm thanh ấy vào giữa thập niên. Những đĩa đơn tiếng Tây Ban Nha của Alex Rose, Rauw Alejandro và Paloma Mami (vay mượn khéo léo từ R&B) đang hấp dẫn khán giả toàn cầu. Ở Mỹ Latin, thể loại trở nên thịnh hành với "Toda" của Alex Rose, và "Otro Trago" của Sech.